# Col de Barbe-Bleue
Le col de Barbe-Bleue est un col routier situé dans le département français de la Drôme au sud d'Anneyron. Son altitude est de 353 mètres.

## Géographie
Le col est situé sur le plateau de Chambaran dans la commune d'Anneyron dans un environnement bocager.
La montée depuis Anneyron vers le col par la RD 161 est longue de 3 kilomètres, pour un dénivelé positif de 166 mètres, soit une pente moyenne de 5,5 %. 

## Histoire
Il est proche des ruines du château de Mantaille, dit de Barbe Bleue, à quelques encablures au sud-est, qui lui a laissé son surnom. Ce château est célèbre pour le concile de Mantaille qui s'y est tenu le 15 octobre 879, lequel a nommé Boson, comte d'Autun, roi de Bourgogne.

## Activités

### Cyclisme
Le col a été emprunté lors de la 4e étape du Tour cycliste féminin international de l'Ardèche 2023.

### Randonnée
Le GRP de la Drôme des collines y passe.

### Tourisme
Un camping avec une piscine et un restaurant sont présents.